# Kaira (ö i Finland, Birkaland)
Kaira är en ö i Finland. Den ligger i Rautunselkä (västra delen av (Vanajavesi) och i kommunen Valkeakoski i den ekonomiska regionen  Södra Birkaland och landskapet Birkaland, i den södra delen av landet, 130 km norr om huvudstaden Helsingfors. Öns area är 1,7 hektar och dess största längd är 360 meter i öst-västlig riktning.